# Venta Cornejo
Venta Cornejo o la Venta de Cornejo es una venta de origen medieval, que aparece mencionada varias veces en El Libro del Buen Amor (1330 y 1343), también llamado Libro del Arcipreste o Libro de los cantares, cuyo autor (Juan Ruiz, arcipreste de Hita) pernoctó en ella en el año 1329.